# De Dion-Bouton Type N
Der De Dion-Bouton Type N ist ein Pkw-Modell aus der Anfangszeit des 20. Jahrhunderts. Hersteller war De Dion-Bouton aus Frankreich. Es gehört zur Baureihe De Dion-Bouton Populaire.

## Beschreibung
Die Zulassung durch die nationale Zulassungsbehörde erfolgte am 18. Juni 1902. Vorgänger war der Type J.
Der De-Dion-Bouton-Einzylindermotor hat 90 mm Bohrung, 110 mm Hub, 700 cm³ Hubraum und 6 PS Leistung. Er befindet sich nicht mehr wie bei Vorgänger direkt oberhalb der Vorderachse, sondern deutlich dahinter. Er treibt über ein Zweiganggetriebe und eine Kardanwelle die Hinterräder an. Auf einen Rückwärtsgang wird verzichtet. Die Hinterachse ist eine De-Dion-Achse.
Die Basis bildet ein Rohrrahmen. Die beiden äußeren Rohre verjüngen sich nach vorne, sodass der Rahmen dort schmaler ist als hinten. Dadurch ist der Lenkeinschlag der Vorderräder größer als vorher. Dieses Fahrgestell war billiger herzustellen und wiegt weniger. Der Radstand beträgt 182 cm, die Spurweite 118 cm. Vorder- und Hinterräder haben jeweils zwölf Speichen.
Als schwächerer und kürzerer der beiden Frontmotortypen im Sortiment erhielten die Fahrzeuge üblicherweise einen leichten zweisitzigen Aufbau als Phaeton.
Laut Werbeprospekt von 1903 wurden auf der Paris Automobil Show 2000 Fahrzeugbestellungen für den Type N angenommen.
Ein Fahrzeug von 1903 wurde 2015 für 48.300 Euro versteigert.
Nachfolger wurde der Type Q, der am 2. April 1903 seine Zulassung erhielt.